# Drugolo
Drugolo è una frazione a nord del Comune di Lonato del Garda, immersa nelle colline del Lago di Garda.
Di origini antichissime fu probabilmente fondato dai Longobardi. Dopo il passaggio dal Veneto alla Lombardia in seguito alle guerre napoleoniche, fu individuato come una separata comunità censuaria rispetto a Lonato.
L'antico Castello di Drugolo e l'intera area del borgo di Drugolo sono parte di una proprietà privata.
Nel 2019 una parte del borgo è stata completamente ristrutturata e adibita ad appartamenti per le vacanze in cui è possibile soggiornare.

## Monumenti e luoghi d'interesse
- Castello di Drugolo, del X secolo
- Chiesetta dei Morti della Selva, del XVII secolo